# Burton Agnes Hall

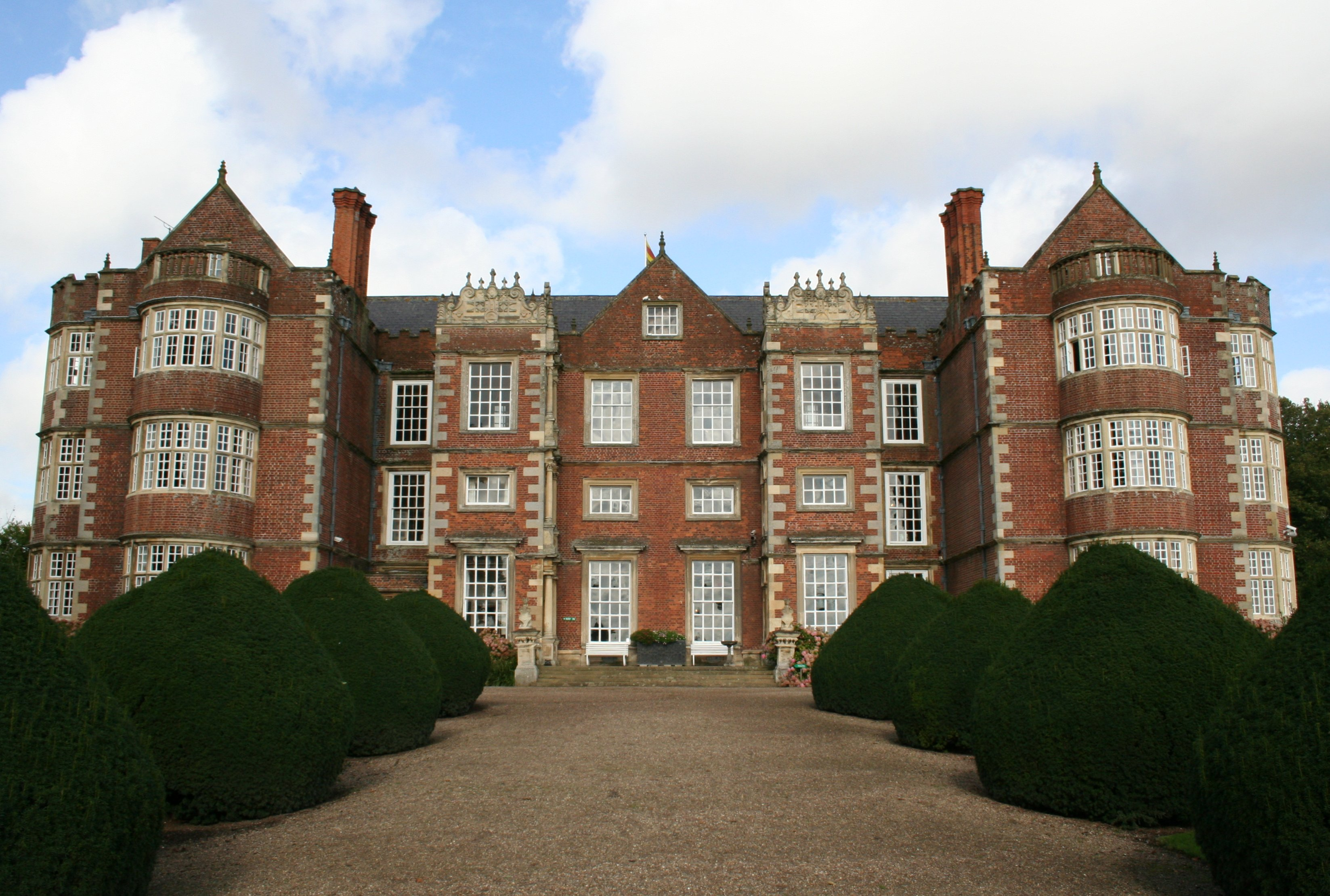
Frontfassade von Burton Agnes Hall

Die Burton Agnes Hall ist ein Herrenhaus im elisabethanischen Stil im Dorf Burton Agnes bei Driffield im englischen Verwaltungsbezirk East Riding of Yorkshire. Es wurde in den Jahren 1606–1610 für Sir Henry Griffith nach Plänen errichtet, die dem Baumeister Robert Smythson zugeschrieben werden. Das ältere normannische Burton Agnes Manor House aus dem Jahre 1173 steht heute noch auf dem benachbarten Grundstück. Beide Gebäude wurden von English Heritage als historische Gebäude I. Grades gelistet.

## Baugeschichte
In dem Herrenhaus finden sich eine Reihe schöner Stuckdecken aus dem 17. Jahrhundert und Kaminsimse. Die Decke der Langen Galerie wurde in zwei Stufen vom Architekten Francis Johnson von 1951 bis 1974 restauriert. Die Pläne, die John Smythson zugeschrieben werden, zeigen ein quadratisches Gebäude mit Erkern und einem Innenhof. Der ganze Prunk konzentriert sich an der Frontfassade, die viele Fenster hat und viele Erker, zwei rechteckige zu beiden Seiten des Haupteingangs, zwei halbkreisförmige an den Enden der Seitenflügel und zwei fünfeckige an den Ecken des Gebäudes. Giebel, die sich mit gleich hohen Brüstungen abwechseln, schaffen Abwechslung in der Fassade.
Die Frontfassade ist ein Stockwerk höher als der Rest des Hauses. So entsteht eine lange Galerie, die über die gesamte Länge im zweiten Geschoss verläuft. Somit sind die Seitenfassaden asymmetrisch.

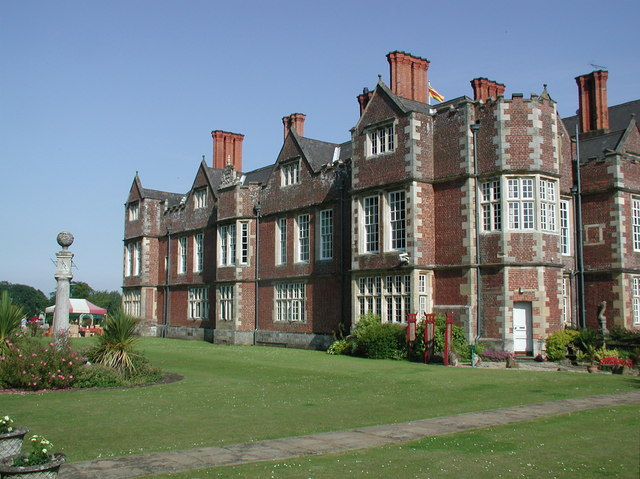
Eine der beiden asymmetrischen Seitenfassaden

Die beiden rechteckigen Erker neben den beiden mittleren Teilungen des Hauses enthalten den Torbau und den Erker am Schirmende der Halle. So erhält man ein traditionelles Arrangement, aber mit dem Eingang zum Torbau an einer Stelle, die man nicht sieht, nicht von vorne, sondern auf der Seite des Erkers, sodass die Symmetrie in der Hauptansicht erhalten bleibt.

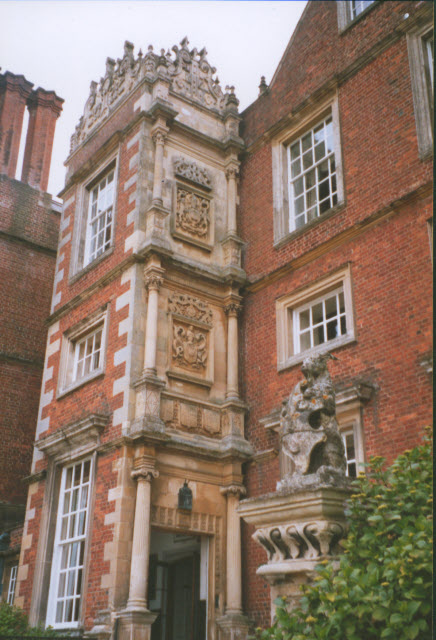
Eingang zum Torbau

Die Haupträume variieren in ihrer Größe wegen des Vorsprungs der Erker, der wichtigste Raum ist die Lange Galerie, die über die gesamte Breite der Frontfassade verläuft. Sie besitzt ein Tonnengewölbe, das reich mit Stuck verziert ist. Das Paradeschlafzimmer, das heute in zwei Räume aufgeteilt ist, war im Obergeschoss über dem Salon untergebracht. Obwohl das Haus mehrfach renoviert wurde, blieb doch ein großer Teil der Einbauten aus dem 17. Jahrhundert erhalten, so z. B. Holzschnitzereien, Stuckdecken und Alabasterfiguren.
Robert Smythson beeinflusste deutlich die Burton Agnes Hall, wenn man allerdings die Pläne mit dem dann tatsächlich gebauten Haus vergleicht, wird klar, dass es einige Unterschiede gibt. In den Plänen sind alle vier großen Erker an den Ecken der Hauptfassade fünfeckig, aber tatsächlich ausgeführt wurden zwei der Erker in halbrunder Form. Der Mittelteil der Ostfassade fiel weg, die Eckteile der Nordfassade wurden rechteckig und die Westfassade wurde komplett verändert. Auch hat das Torhaus im Plan einen Eingang von vorne, tatsächlich ausgeführt wurde einer von der Seite.

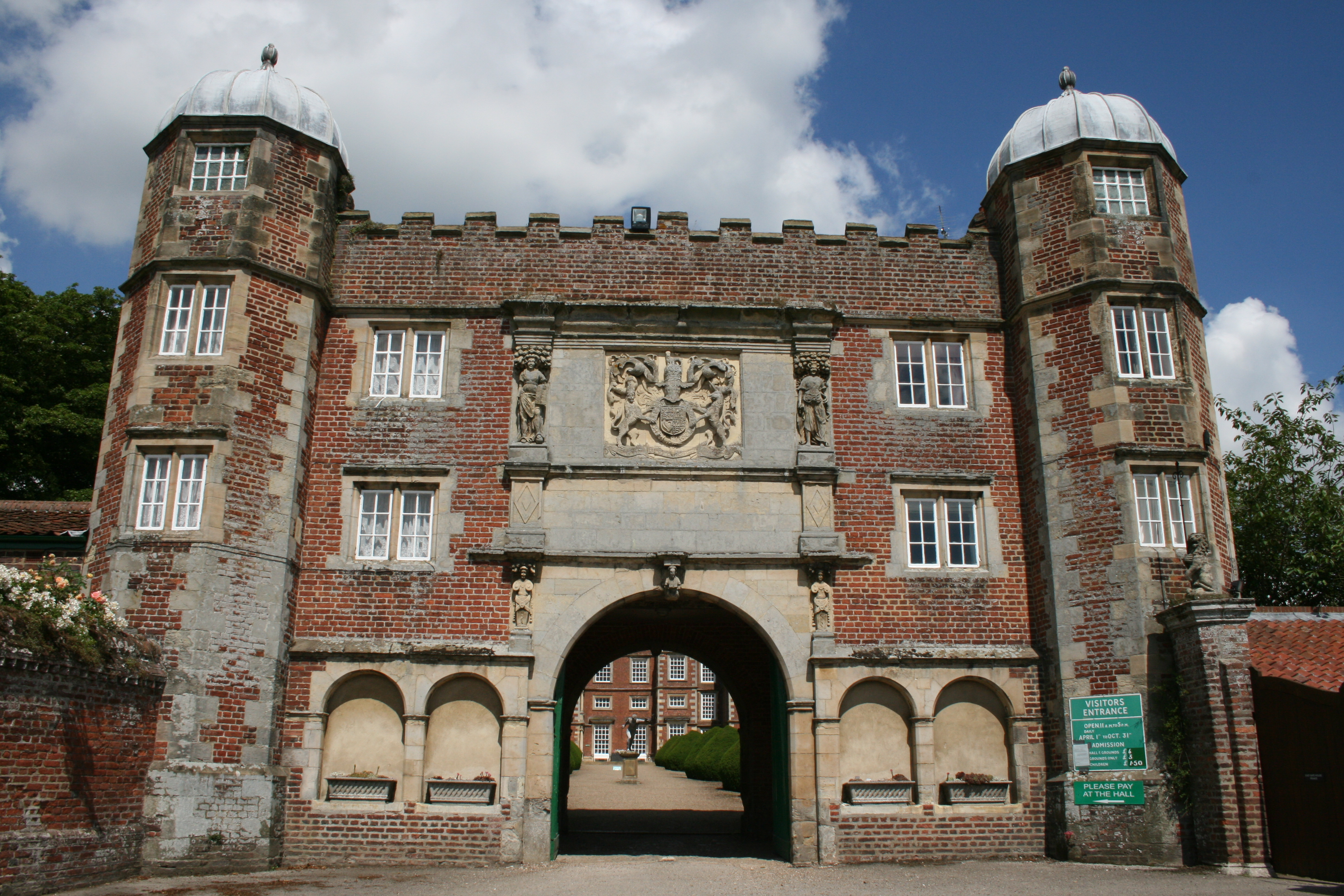
Das Torhaus

Diese Veränderungen lassen es unmöglich erscheinen, dass dieser Plan nur auf einer Vermessung des Hauses beruht. Er muss die erste Version des Originalplans sein, den Smythson für Sir Henry Griffiths fertigte. Es ist schwierig zu sagen, bis zu welchem Grad die gebauten Abweichungen auf geänderten Überlegungen von Smythson selbst beruhen, und bis zu welchen Grad diese Veränderungen die Griffiths sowie die Maurer und Schreiner, die das Haus bauten, vornahmen. Die halbrunden Fenster gehen vermutlich auf Smythson selbst zurück, da solche Fenster an entscheidender Stelle in seinen Plänen für zwei andere Häuser auftauchen. Es ist möglich, dass er ein Haus mit Brüstungen durchgängig auf gleicher Höhe plante und dieses Detail von einem konservativen Bauherrn verändert oder vergessen wurde.

## Gärten
In den Gärten findet man 3000 verschiedene Pflanzenarten, darunter die britische Nationale Sammlung von Glockenblumen. Der eingefriedete Blumengarten hat Spielemotive mit einem zentralen Schachbrett aus schwarzen und weißen Gartenplatten. Weitere Spiele sind Dame, das Leiterspiel und ein Ringwurfspiel. Jedes dieser Spiele befindet sich in einem eigenen Garten und ist von Blumen umgeben, die nach Blütenfarben geordnet sind. Es gibt auch einen Marktgarten mit attraktiv angepflanztem Gemüse der Saison. Im ganzen Garten wimmelt es von wunderlichen Statuen. Arbeiten von verschiedenen Künstlern werden in zeitlich befristeten Ausstellungen auf dem Anwesen und in Galerien ausgestellt. Ein Waldweg auf dem Grundstück ist für seine Schneeglöckchenpracht im Februar bekannt.
Sowohl das Haus im elisabethanischen Stil als auch das alte, als historisches Gebäude I. Grades gelistete Herrenhaus sind das ganze Jahr über öffentlich zugänglich.

## Geschichte
Das Anwesen war in den Händen derselben Familie, seit Roger de Stuteville dort 1173 das erste Herrenhaus baute. Seit 1457 lebte dort Walter Griffith. Die Griffiths waren eine walisische Familie, die im 13. Jahrhundert nach Staffordshire auswanderten und das Anwesen in Burton Agnes erbten.
Das heutige Haus im elisabethanischen Stil wurde 1606–1610 in der Nähe des alten Hauses von Sir Henry Griffith, 1. Baronet, errichtet, nachdem er zum Mitglied des Council of the North bestimmt worden war. Seine Tochter Frances Griffith, die Erbin des Anwesens, heiratete Sir Matthew Boynton, den Gouverneur von Scarborough Castle und ersten Baronet Boynton. Nach ihrem Tod 1634 wurde das Anwesen ihrem Sohn Francis vermacht, der später der zweite Baronet Boynton wurde. Einer Legende nach wurde der Schädel von Sir Henrys jüngster Tochter Anne im Rittersaal eingemauert. Es soll ein Screaming Scull (dt.: schreiender Schädel) sein, der zum Haus zurückkehrt, sobald er entfernt wird.
Die Witwe des 6. Baronets heiratete John Parkhurst von Catesby Abbey in Northamptonshire, der als „Handsome Jack“ (dt.: gutaussehender Jakob) bekannt war, einen Großteil des Familienvermögen verschwendete und das Anwesen vernachlässigte.
Nach dem Tod des 11. Baronets, Henry Somerville Boynton, 1899 fiel das Haus an dessen Tochter Cycely Mabel Boynton, die Thomas Lamplugh Wickham heiratete und den ursprünglichen Namen Boynton als zweiten Familiennamen annahm. Nach ihrem Tod fiel das Haus wiederum an den Sohn der beiden, Sir Marcus Wickham Boynton, der viele Jahre erfolgreich eine Pferdezucht auf dem Anwesen betrieb und von 1953 bis 1954 High Sheriff of Yorkshire war. Er starb 1959 und hinterließ das Anwesen einem entfernten Vetter, Simon Cunliffe-Lister, dem damals erst zwölfjährigen Enkel des Viscount Whitelaw und Sohn des 3. Earl of Swinton. Heute gehört das Anwesen dem Burton Agnes Preservation Trust und wird von Cunliffe-Lister und seiner Mutter, Hon. Susan Whitelaw, verwaltet.
Eine Lokomotive der Hall-Klasse der Great Western Railway wurde Burton Agnes Hall genannt und steht heute im Didcot Railway Centre.